# Zeria toppini
Espèce
Synonymes
- Solpuga toppini Hirst, 1916
- Solpuga toppini edentula Lawrence, 1937

Zeria toppini est une espèce de solifuges de la famille des Solpugidae.

## Distribution
Cette espèce est endémique d'Afrique du Sud.

## Description
Le mâle holotype mesure 23,5 mm.

## Liste des sous-espèces
Selon Solifuges of the World (version 1.0) :
- Zeria toppini edentula (Lawrence, 1937)
- Zeria toppini toppini (Hirst, 1916)

## Publications originales
- Hirst, 1916 :  On a new species of Solpuga from Zululand. Annals of the Durban Museum, vol. 1, p. 228–229 (texte intégral).
- Lawrence, 1937 : A collection of Arachnida from Zululand. Annals of the Natal Museum, vol. 8, p. 211-273 (texte intégral).